# Weeeek
「weeeek」（ウィーク）は、日本の男性アイドルグループ、NEWSの7枚目のシングル。

## 概要
2枚目のアルバム『pacific』と同時発売したシングル。初回生産限定盤と通常盤では、ジャケットデザイン・収録曲が異なる。初回生産限定盤・通常盤ともに、『pacific』との連動企画応募券が封入され、初回生産限定盤は12ページの豪華ジャケット仕様となっている。
表題曲「weeeek」は、ボーカルグループ・GReeeeNがNEWSのために書き下ろした楽曲である。クリムゾン「RUSS-K」CMソングに採用され、オリコンが発表する2007年12月度CMタイアップ好感度ランキングでは1位となった。元々のタイトルは「week」だったが、提供者であるGReeeeNにちなみ、増田貴久が"e"を重ねることを提案して決定した。歌詞はタイトル通り「一週間」をテーマにしており、働く社会人を応援する内容となっている。メンバーはGReeeeNが歌った仮歌の音源を手渡され、各自練習したのち、2007年7月にレコーディングに臨んだ。出だしの山下智久の掛け声「行きまーす！イェイ！」は、レコーディングの際にアドリブで発した声がそのまま採用されたもので、遊びの部分はほかにも随所に盛り込まれている。サビのハーモニーは、手越祐也が高音部を、増田貴久が低音部を担当した。久保茂昭がディレクターを務めたPVは、メンバーがリクルートスーツや眼鏡、鞄などを駆使して、サラリーマンに扮した。

## 収録曲

### 初回生産限定盤
1. weeeek
作詞・作曲：GReeeeN、編曲：鈴木雅也, JIN
後にGReeeeN自身がセルフカバーを行い、2012年6月27日発売『歌うたいが歌うたいに来て 歌うたえと言うが 歌うたいが歌うたうだけうたい切れば 歌うたうけれども 歌うたいだけ 歌うたい切れないから 歌うたわぬ!?』に収録された[11]。
2. with me
作詞：zopp、作曲：Shusui, Tobias Lundgren, Johan Fransson, Tim Larsson、編曲：h-wonder
3. Why
作詞：zopp、作曲：Carl Falk, Sharon Vaughn, Kristian Lundin、編曲：中西亮輔
4. weeeek（Original・Karaoke）

### 通常盤
1. weeeek
2. with me
3. Rainbow
作詞・作曲・編曲：Gajin
コンサートで披露していた楽曲で、ファンの要望に応えての音源化となった[4][8]。

## チャート成績
本作は発売初週に26.3万枚を売り上げオリコンシングルチャート1位を記録し、アルバム『pacific』との同時1位を獲得した。シングル・アルバムの同時1位は、KAT-TUNのシングル「Real Face」とアルバム『Best of KAT-TUN』の同時発売以来、1年8か月ぶりの記録である。また、メジャーデビューシングル「希望〜Yell〜」以降続く、初登場1位の記録は7作連続となった。

## 収録映像作品
weeeek
- NEWS CONCERT TOUR pacific 2007 2008 -THE FIRST TOKYO DOME CONCERT
- NEWS LIVE DIAMOND
- NEWS DOME PARTY 2010 LIVE! LIVE! LIVE! DVD!
- NEWS LIVE TOUR 2012 〜美しい恋にするよ〜
- NEWS 10th Anniversary in Tokyo Dome
- NEWS LIVE TOUR 2015 WHITE
- NEWS LIVE TOUR 2016 QUARTETTO
- NEWS LIVE TOUR 2017 NEVERLAND
- NEWS ARENA TOUR 2018 EPCOTIA
- NEWS 15th Anniversary LIVE 2018 "Strawberry"
- NEWS DOME TOUR 2018-2019 EPCOTIA -ENCORE-
- NEWS LIVE TOUR 2019 WORLDISTA
- Johnny's Festival 〜Thank you 2021 Hello 2022〜
- 音楽 -2nd Movement-（初回盤B『-The Final Day-「weeeek to Coda」from "LIVE TOUR 2022 音楽" 11.27 at Miyagi』）
- NEWS LIVE TOUR 2022 音楽
- NEWS EXPO（初回盤A『METROCK2023 TOKYO』）
- NEWS 20th Anniversary LIVE 2023 NEWS EXPO
- NEWS 20th Anniversary LIVE 2023 in TOKYO DOME BEST HIT PARADE!!!〜 シングル全部やっちゃいます 〜
- JAPANEWS（初回盤B『METROCK2024 OSAKA』）